# Dziwisław
Dziwisław – staropolskie imię męskie. Składa się z członu Dziwi- („patrzeć z zachwytem”, „podziw, zachwyt”) i -sław („sława”). Mogło oznaczać „tego, który sławi zachwyt” lub in.
Dziwisław imieniny obchodzi 22 grudnia.